# 法蒂玛之手

阿尔及利亚国徽

法蒂玛之手（阿拉伯语： khamsah，即“五”）是西亚以及北非地区常见的一种掌型护身符，在珠宝店和室内挂饰中很常見。穆斯林认为这一手掌为先知穆罕默德之女法蒂玛的右手，因此得名。法蒂玛之手在历史上对许多社区进行保护，傳統认为它可以防护邪恶之眼。在黎凡特（Levantine，指叙利亚、黎巴嫩、巴勒斯坦和约旦地区）的基督教徒中，这一护身符被称为“玛丽之手”，玛丽指耶稣基督之圣母玛利亚；而犹太人也逐渐开始使用这一标志，称为“米利暗之手”，米利暗指先知摩西之姐。
北非国家阿尔及利亚的国徽上正可以见到这个图案。